# Bobbi (voornaam)
Bobbi is een voornaam voor meisjes, zelden voor jongens. De naam is een variant van de namen Bob of Bobbie; deze zijn afgeleid van de naam Robrecht. 
Personen met de voornaam Bobbi
- Bobbi Jo Lathan (1951), een Amerikaanse actrice
- Bobbi Eden (1980), pseudoniem voor de Nederlandse pornoactrice Priscilla Hendrikse
- Bobbi Starr (1983), pseudoniem voor de Amerikaanse pornoactrice Elizabeth Evans
- Bobbi Kristina Brown (1993-2015), een Amerikaanse actrice